# St. Paulus (Lupfig)
Die Kirche St. Paulus ist eine römisch-katholische Kirche in Lupfig im Kanton Aargau in der Schweiz. Sie gehört zum Pastoralraum Region Brugg-Windisch im Bistum Basel. 
Die Kirche wurde von Herbst 1965 bis 1966 von Josef Wernle als Prototyp für Notkirchen, so genannte Fastenopfer-Kirchen erbaut. Der schlichte Bau umfasst einen Sakralraum und Pfarrheim–Räume. Mit der Lichtführung werden Altar- und Gemeindebereich im Kirchenraum gegliedert. Sie war vor der Heiliggeistkirche Belp die erste Kirche ihrer Art in der Schweiz, wurde aber nicht von der Aktion Fastenopfer finanziert.
Im hinteren Bereich des Kirchensaals steht neben dem Eingang ebenerdig eine einmanualige Orgel mit sieben Registern, die 1965 von der Ludwigsburger Orgelfirma Walcker gebaut worden war. Die Orgel befand sich zunächst in der Marienkirche in Windisch und wurde 1971 in die Pauluskirche Lupfig versetzt. 1991 erfolgte eine Gesamtrevision durch Orgelbau Kuhn, Männedorf.